# Andreas Malm
Andreas Malm (Mölndal, Suécia, 10 de novembro de 1977) é um autor suecoe professor associado de ecologia humana na Universidade de Lund.Ele faz parte do conselho editorial do periódico acadêmico Historical Materialism e já foi descrito como marxista.Naomi Klein, que citou Malm no seu livro This Changes Everything, chamou-o de “um dos pensadores mais originais sobre o assunto” das alterações climáticas. Em 2016, venceu o prêmio Deutscher Memorial.

## Carreira
Em 2010, Malm juntou-se ao Socialistiska Partiet; ele tinha contato com o partido desde que participou de um acampamento de verão que ele organizou em 1997.
Em 2014, defendeu com sucesso sua tese Capital Fóssil: A Ascensão da Energia a Vapor na Indústria Britânica do Algodão, c. 1825–1848, e as Raízes do Aquecimento Global, e obteve o doutorado pela Universidade de Lund.Ele lançou uma versão reformulada de sua tese como Fossil Capital, publicada pela Verso Books.
Durante uma conferência na Universidade de Estocolmo em dezembro de 2023 sobre a resistência palestina, Andreas Malm celebrou a "heroica resistência armada em Gaza", expressando seu “espanto” e suas “lágrimas de alegria” após os ataques do Hamas contra Israel, em 7 de outubro de 2023.
Malm é autor de vários livros e colaborador da revista Jacobin.Em seu livro How to Blow Up a Pipeline: Learning to Fight in a World on Fire, publicado em 2021, ele argumentou que a sabotagem e os danos materiais são componentes lógicos do movimento contra as alterações climáticas causadas pelo homem.O livro foi adaptado para o filme narrativo de 2022 Como Explodir um Oleoduto.

     On the far right, you see this aggressive defense of cars and fossil fuels that verges on a desire for destruction, ... Denial is as central to the development of the climate crisis as the greenhouse effect.

—Andreas Malm in January, 2024
No The Guardian, Brett Christophers escreveu que a pesquisa de Malm sugere que os fabricantes durante a Revolução Industrial trocaram a energia hidráulica pela energia a vapor não porque o vapor fosse mais barato, mas porque era mais lucrativo. Em particular, o vapor permitiu que as máquinas motrizes estivessem junto a uma mão de obra barata, em vez de presos a cursos de água adequados.
Em setembro de 2021, Malm foi convidado do The New Yorker Radio Hour, onde ecoou a afirmação central de Como explodir um oleoduto, defendendo que o movimento climático usasse a sabotagem como tática e adotasse uma diversidade de táticas.

## Livros
- Iran on the Brink: Rising Workers and Threats of War, escrito com Shora Esmailian, publicado em 2007 pela Pluto Press[20]
- Fossil Capital: The Rise of Steam Power and the Roots of Global Warming, publicado em 2016 pela Verso Books e premiado com o Deutscher Memorial Prize[10][21]
- The Progress of This Storm: Nature and Society in a Warming World, publicado em 2017 pela Verso Books[22]
- Corona, Climate, Chronic Emergency: War Communism in the Twenty-First Century, publicado em 2020 pela Verso Books[23]
- How to Blow Up a Pipeline: Learning to Fight in a World on Fire, publicado em 2021 pela Verso Books[24]
- White Skin, Black Fuel: On the Danger of Fossil Fascism Fóssil, escrito com The Zetkin Collective, publicado em 2021 pela Verso Books[25]
- The Long Heat: Política climática quando é tarde demais, publicado pela Verso Books 2025.